# Huernia zebrina
Huernia zebrina es una especie de plantas de la familia Apocynaceae. Nativa del sur de África en Namibia, Botsuana, Zimbabue, Mozambique, Suazilandia y las provincias del norte de Sudáfrica, Mpumalanga y KwaZulu-Natal.

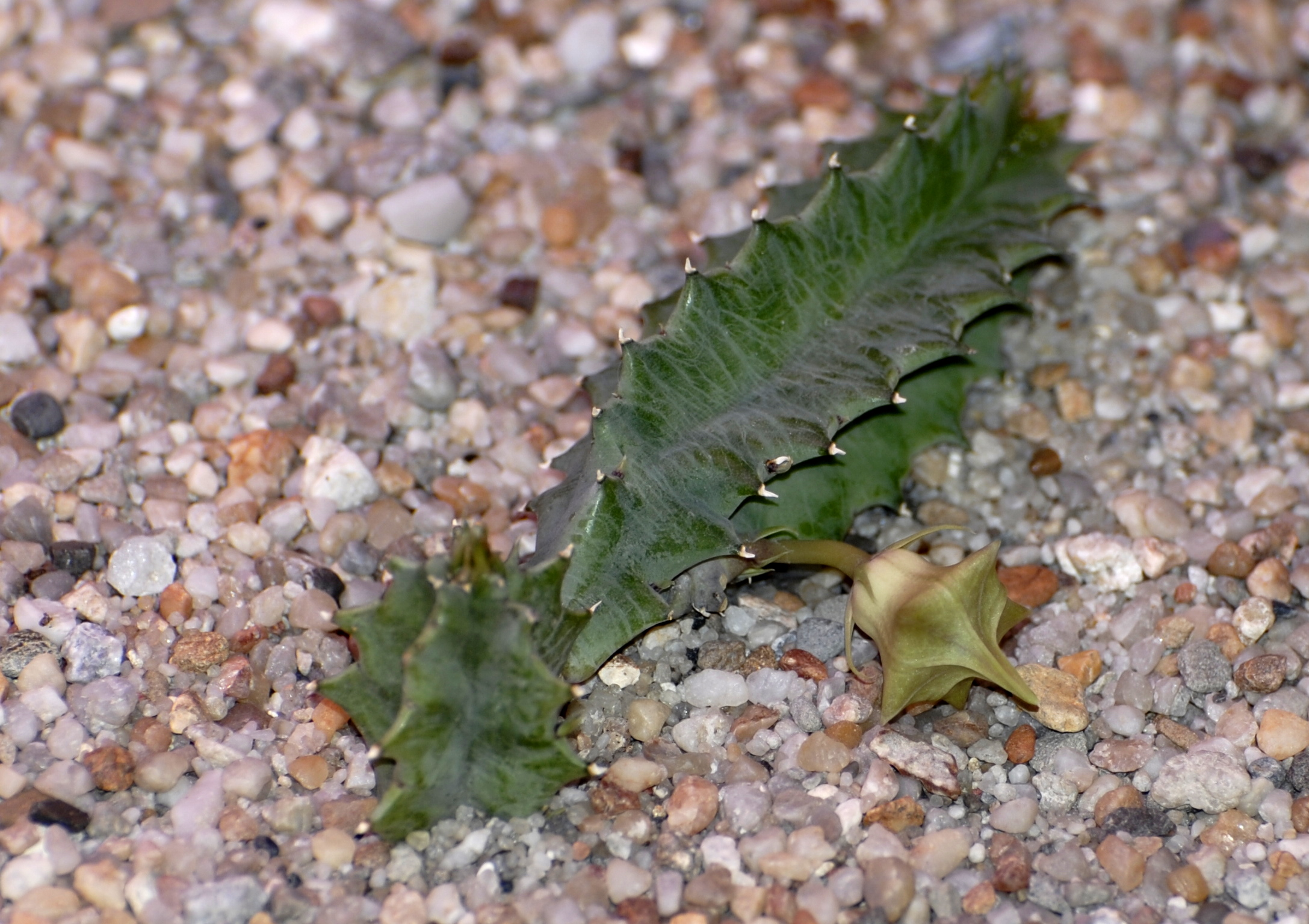
Vista de la planta

## Descripción
Huernia zebrina es una planta suculenta. Los tallos inferiores son de 15 cm de altura y alcanzan hasta 2 cm de diámetro. La flor en forma de estrella tiene un diámetro de alrededor de 6 a 7 centímetros; y la subespecie Huernia zebrina subsp. magniflora también de 8,5 cm. Es de color crema con rojo a rayas moradas y líneas, con cinco puntas triangulares, fuertemente estriadas, los lóbulos de la corola de color marrón. En el centro de la corola tiene un anillo circular rojo. La flor es similar a un plástico artificial por su superficie brillante.

## Taxonomía
Huernia zebrina fue descrita por Nicholas Edward Brown y publicado en Flora Capensis 4(1): 921. 1909.